# Filovia Gallarate-Samarate
La filovia Gallarate-Samarate fu una pionieristica linea filoviaria che rimase in servizio dal 1904 al 1906.

## Storia
La filovia da Gallarate a Samarate, di soli 4 km di lunghezza, venne costruita dalla società francese Lombard Gérin, che curò anche l'allestimento dei mezzi. Questi, come d'uso all'epoca, avevano la curiosità di avere un unico trolley, che reggeva un carrello corrente sopra i cavi del bifilare. La corrente proveniva dalla centrale elettrica di Vizzola Ticino, che forniva energia elettrica a Samarate sin dal 1901.
La linea fu aperta il 30 aprile 1904; affetta da problemi dovuti allo stato dell'arte della tecnica filoviaria dell'epoca e scarsamente utilizzata, la linea venne chiusa dopo soli due anni di esercizio e completamente smantellata.
Samarate fu nuovamente collegata a Gallarate dal 1931, con l'apertura della diramazione Gallarate-Lonate Pozzolo della tranvia Milano-Gallarate.

## Percorso
La linea partiva dalla piazza dell'ospedale di Gallarate, seguiva la strada provinciale transitando dalle fermate di Arnate e Verghera per concludere il proprio tragitto a Samarate in Piazza Manzoni, nei pressi del municipio. A Samarate si trovava anche una rimessa.

## Mezzi
Sulla linea erano in servizio due vetture, costruite dalla carrozzeria Monticelli & Mochi, e con equipaggiamento elettrico della Lombard Gérin.